# مقاطعة ورسستر (ماريلاند)
مقاطعة ورسستر هي مقاطعة في ماريلند، بلغ عدد سكانها 51٬454  نسمة، في 2010، عاصمتها سنو هيل.

## الموقع
تشترك في الحدود مع:
- مقاطعة أكوماك
- مقاطعة سوسكس
- مقاطعة سومرست
- مقاطعة ويكوميكو (ماريلاند).

## أعلام
- جون والتر سميث
- توماس فرنسيس جونسون
- بنجامين ميلز
- جون دنيس
- هيو لاتيمر درايدن